# 레빈 외즈투날르
레빈 메테 외즈투날르(튀르키예어: Levin Mete Öztunalı, 1996년 3월 15일 ~ )는 독일의 축구 선수이다. 독일 축구의 전설인 우베 젤러의 외손자이다.

## 생애
그는 1996년 3월 15일, 독일의 함부르크에서 태어났다. 그의 아버지는 튀르키예인이고, 그의 어머니는 전 독일 축구 국가대표인 우베 젤러의 딸이다.

## 선수 경력

### SV 베르더 브레멘
2014-15 시즌 겨울 이적 시장에서 그는 레버쿠젠에서 베르더 브레멘으로 2016년까지 계약을 체결하고 임대 이적하였다.